# Iyad Twal
Iyad Akram Twal (* 15. července 1973, Ammán, Jordánsko) je jordánský katolický biskup, který působí v Latinském jeruzalémském patriarchátu jako Vikář latinského patriarchy jeruzalémského pro Jordánsko a pomocný biskup pro Jordánsko.
Studoval filosofii a teologii v patriarchálním semináři, na kněze byl vysvěcen v roce 1988 v Madabě. Po působení v pastoraci studoval filosofii na Papežské lateránské univerzitě v Římě, kde v roce 2009 ukončil licenciátní studium epistemologie a teoretické filosofie, a v roce 2012 tam získal doktorát v oboru politické filosofie. Následně působil jako profesor filosofie v patriarchálním semináři, v roce 2013 záskla profesuru filosofie na Betlémské univerzitě. V letech 2016–2019 byl ředitelem škol latinského patriarchátu. Dne 17. prosince 2024 byl jmenován titulárním biskupem simininským a pomocným pro Jordánsko. Biskupské svěcení přijal dne 28. února 2025 v kostele Křtu Páně v jordánském Al-Maghtasu.